# Paolo Vivar
Paolo César Vivar Araya (* 11. März 1977 in Ovalle) ist ein ehemaliger chilenischer Fußballspieler. Der Linksaußen bestritt ein Länderspiel für die Nationalmannschaft.

## Karriere

### Verein
Pablo Vivar debütierte 1995 im Profifußball bei Deportes Ovalle in der Segunda División. Nach seinem Wechsel zum CD Cobreloa erlebte er seine fußballerisch erfolgreichste Zeit und wurde zudem Nationalspieler. 2000 wurde er mit dem Klub aus der Minenstadt Calama Vizemeister und erreichte bei der Copa Libertadores 2001 das Achtelfinale. Nach Stationen bei Unión San Felipe und den Rangers de Talca zog es den Offensivakteur nach Indonesien, wo er mehrere Jahre spielte. 2008 kam Vivar wieder zu Cobreloa zurück und beendete dort 2009 seine Fußballkarriere.

### Nationalmannschaft
Paolo Vivar bestritt im Januar 1998 in der chilenischen Nationalmannschaft sein einziges Länderspiel. Beim 1:1-Unentschieden im Carlsberg Cup im Spiel um Platz 3 gegen Iran stand der Offensivakteur 73 Spielminuten auf dem Platz.
Zuvor hatte er bereits 1997 mit der U20-Nationalmannschaft an der Südamerikameisterschaft im eigenen Land teilgenommen.

## Sonstiges
Nach seinem Karriereende arbeitete Vivar im Bergbau als Mechaniker und Kranführer.